# Wymiana gazowa
Wymiana gazowa – proces, w czasie którego dochodzi do dyfuzji gazów i ich wymiany pomiędzy całym organizmem a jego otoczeniem (wymiana gazowa zewnętrzna) oraz pomiędzy płynami ustrojowymi a tkankami (wymiana gazowa wewnętrzna). Wymiana gazowa u organizmów fotosyntetyzujących jest związana z takimi procesami jak fotosynteza, oddychanie komórkowe i fotooddychanie, u organizmów heterotroficznych wymiana gazowa związana jest tylko z procesem oddychania komórkowego. W potocznym znaczeniu oddychanie jest błędnie zawężane do wymiany gazowej.

## Wymiana gazowa u zwierząt
Dyfuzja gazów odbywa się poprzez powierzchnię oddechową, którą jest powierzchnia całego układu oddechowego, a czasem nawet powierzchnia skóry (jak u płazów i u ryb). Powierzchnia oddechowa charakteryzuje się znacznym pofałdowaniem (np. skrzela, płuca) zapewniającym skuteczną wymianę gazów.
Wymiana gazowa na powierzchni listków skrzelowych u ryb może zachodzić:
- na zasadzie przeciwprądów
- na zasadzie prądów równoległych (np. skrzela ryb chrzęstnoszkieletowych).

U człowieka wymiana gazowa przebiega w pęcherzykach płucnych, między ścianą pęcherzyka a oplatającymi ją naczyniami włosowatymi. Przez ścianę pęcherzyka i naczyń dyfundują gazy: tlen i dwutlenek węgla. Dyfuzja odbywa się z miejsc o większym stężeniu do miejsc o stężeniu mniejszym, zgodnie z gradientem stężeń. Cząsteczki tlenu dyfundują z pęcherzyków płucnych do krwi, w odwrotnym kierunku wędruje dwutlenek węgla. Tempo tych zjawisk zależy od ciśnień parcjalnych gazów.

## Wymiana gazowa u roślin
U roślin wymiana tlenu i dwutlenku węgla między tkankami rośliny a atmosferą odbywa się poprzez aparaty szparkowe, a także poprzez przetchlinki, o ile roślina wtórnie przyrasta na grubość. W ciemności wymiana gazowa roślin związana jest z wydzielaniem CO2 i pobieraniem tlenu z tak zwanym oddychaniem mitochondrialnym (wyjątek stanowią rośliny CAM). W czasie dnia rośliny prowadzą wymianę gazową związaną z procesami fotosyntezy, oddychania komórkowego oraz fotooddychania w przypadku najliczniejszej grupy roślin C3, u roślin C4 nie obserwuje się wymiany gazowej związanej z fotooddychaniem, a u roślin CAM wymiana gazowa jest regulowana przez wiele czynników, takich jak światło i dostępność wody.